# Храм Воскресения Христова (Клецк)
Храм Воскресения Христова (бел. Царква Ўваскрасеньня Хрыстова) бывший Костёл Благовещения Пресвятой Девы Марии и доминиканский монастырь (бел. Касьцёл Зьвеставаньня Найсьвяцейшай Панны Марыі і кляштар дамініканаў) — памятник архитектуры XVII в. в Клецке. Храм был передан православным во второй половине XIX в. Ранее в здании церкви находился костёл Благовещенья Наисвятейшей Девы Марии и входил в монастырский комплекс доминиканцев. Находится на месте исторического Рынка. Произведение архитектуры барокко.
Комплекс состоял из костёла и монастырского корпуса (размещён на востоке от костёла).

## История

### Великое княжество Литовское
Впервые о строительстве доминиканского монастыря в городе Клецке упомянул Ян Альбрехт Радзивилл в своём завещании.
Однако только в 1683 году новогрудский казначей Юрий Казимир Булгак, его жена Клара, князь Станислав Казимир Радзивилла (внук Яна Альбрехта, маршалок великий литовский) и А. Сангушка. основали доминиканский монастырь в городе Клецке. Станислав Казимир Радзивилл выделил здание под монастырь в центре Клецка, а 24 мая 1683 года началось строительство каменного костёла. Фасад костёла выходил на рыночную площадь. При строительстве 13 горожан были вынуждены переселиться на новое место. Новый храм стал получать 1000 злотых из семейной казны Радзивиллов ежегодно.
Освящение храма состоялось 6 июня 1684 года под титулом Благовещения Девы Марии. За костёлом находился монастырский корпус и монастырские огороды и сад на склоне долины речки Сильная (приток реки Лань).
С 1795 года при монастыре была маленькая школа на десять дворянских студентов. Обучали чтению, письму, грамматике и другим наукам. Среди учителей школы был Беат Милановский, настоятель костёла на 1796 год. При монастыре был небольшой госпиталь (основан М. Адаховским).

### Российская империя
После освободительного восстания (1830—1831) в 1832 году доминиканская миссия в Клецке была ликвидирована, а монахи переведены в монастырь в Несвиже. Здания бывшего монастыря перешли департаменту военных поселений (под казармы полуэскадрона уланского полка). Однако костел в качестве казарм не использовался.
В конце 1840-х годов встал вопрос о ремонте или постройке православных церквей в Клецке. По предложению Софьи, жены владельца Клецка Льва Радзивилла, в 1850 году клецкая Воскресенская церковь из старого деревянного здания переехала в бывший доминиканский костёл. Военное министерство отказалось от здания специальным докладом с резолюцией лично императора Николая I. В 1854 году церковь была отремонтирована и создан деревянный иконостас на 13 икон. Ремонт привёл к увеличению в высоту фасадных башен. 1 октября 1854 года церковь была освящена в честь Воскресения Господня.

### Новейшее время
После Рижского договора в 1921 году Клецк оказался на территории польского государства и действовал и 1920-е и 1930-е годы. В июне 1937 года в Клецке случился страшный пожар.
После присоединения Клецка к БССР в 1939 году в костёле был размещен филиал механического завода.
В 1937—1939 годах была проведена реставрация здания.

## Архитектура

### Костел
Костёл — 1-нефная 2-башенная базилика с апсидой, накрытая высокой общей крышей. С севера присоединяется небольшая ризница. Главный фасад делится карнизом на две равные высотой части. Массивные башни сначала заканчивались небольшими, а потом высокими 4-станонними шатрами, торец крыши закрывается треугольным фронтоном, почти равной высоты с башнями. Фасады ритмично делятся широкими пилястрами, пластику главного фасада обогащали ниши, скульптура и лепка. Внутри же его был один центральный и четыре других алтаря.
Единственное известное раннее описание костёла относится к 1796 году. В нём описывается суровый средневековый барочный храм без всякого украшения внутри.
По описаниям уже первой трети XIX века известно, что на фасаде костёла в нише стояла статуя св. Доминика, а алтарь в костёле был каменный, украшенный деревянной резьбой с позолотой, с иконой Божией Матери под серебряной ризой.

### Монастырский комплекс
Монастырский корпус — 2-этажное прямоугольное в плане здание, накрыто вальмовой крышей. Фасад ритмично делится широкими лопатками и прямоугольными оконными проемами. План галерейный с торцовыми двухмаршевыми спусками.

### Церковь
Церковь каменная, сложена из кирпича, внешне имеет вид вытянутого корабля, покрыта гонтом, с двумя башнями, покрытыми жестью, но без купола на самой церкви. Входных дверей две, окна в один ярус без решеток, пол деревянный, свод каменный, без столбов, в середине, как и снаружи, стены побелены, к отоплению церковь не приспособлена. Вообще, здание церкви, при старой крыше, которая протекает и вся в трещинах, что образовались в сводах и стенах, может в дальнейшем представлять угрозу.
— Описание церквей и приходов Минской епархии, составленное по официально затребованным от причтов сведениям: Минск: типо-лит. Б.и. Соломонова, 1878-1879.
В одной из башен была оборудована звонница с двумя колоколами. Среди реликвий в храме находились древнее Евангелие, без начала, старой славянской печати, в древнем медном посеребренном обкладе с изображением Распятия Христова и 4-х евангелистов.
В храме сохранилась и местночтимая икона Божьей Матери с Предвечным Сыном, написанная в греческом стиле, перенесенная из бывшей Покровской церкви.

## Галерея

### Исторические фотографии

Старые фотографии
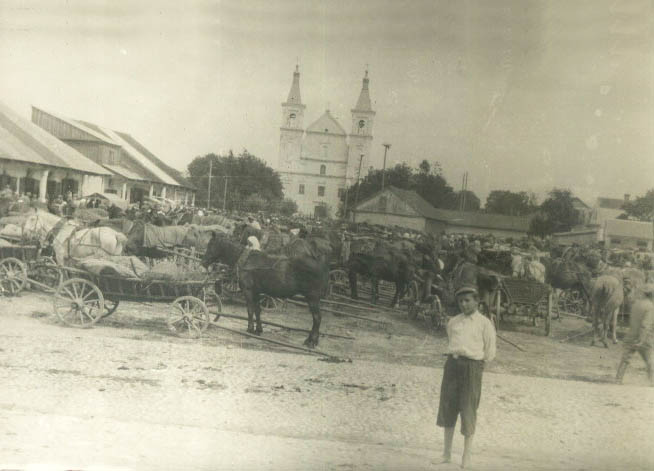
1920 г.
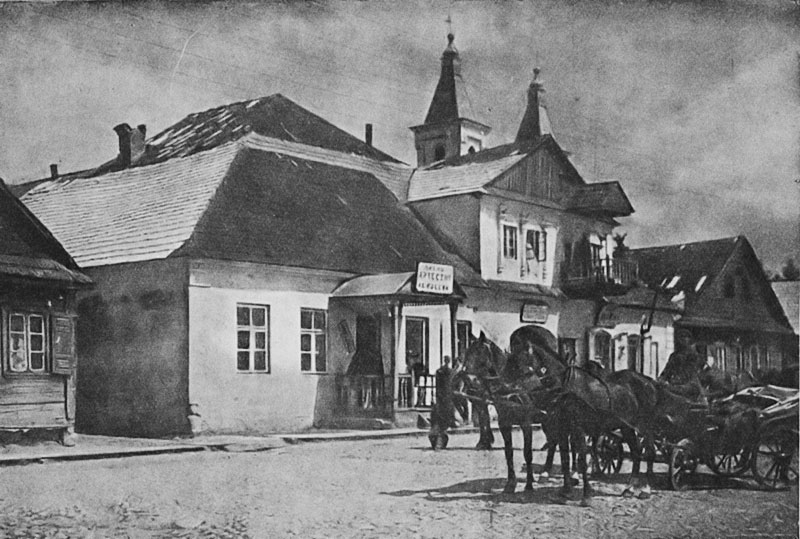
1925 г.
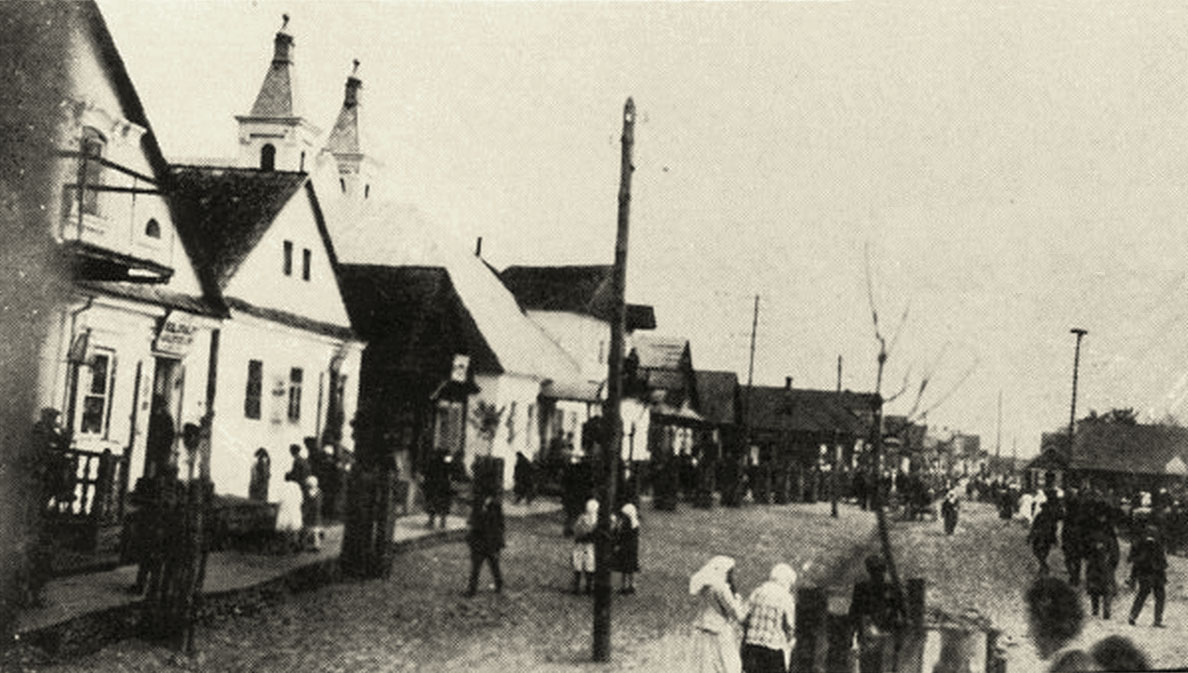
1928 г.
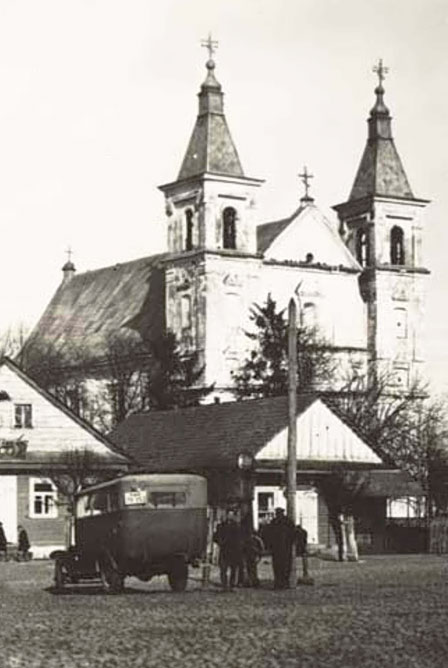
1930 г.
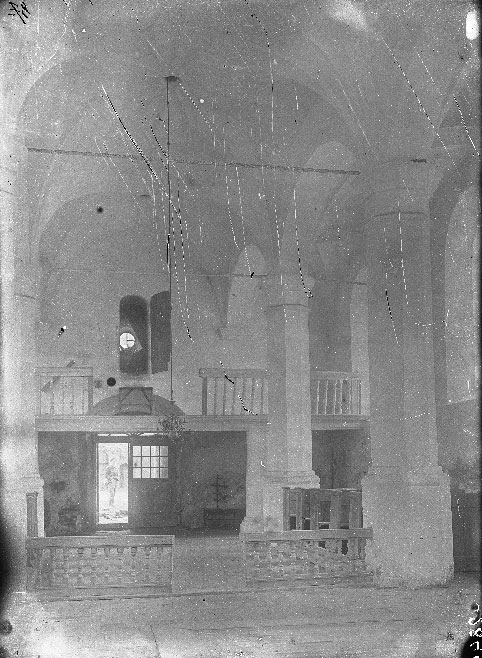
да 1939 г.
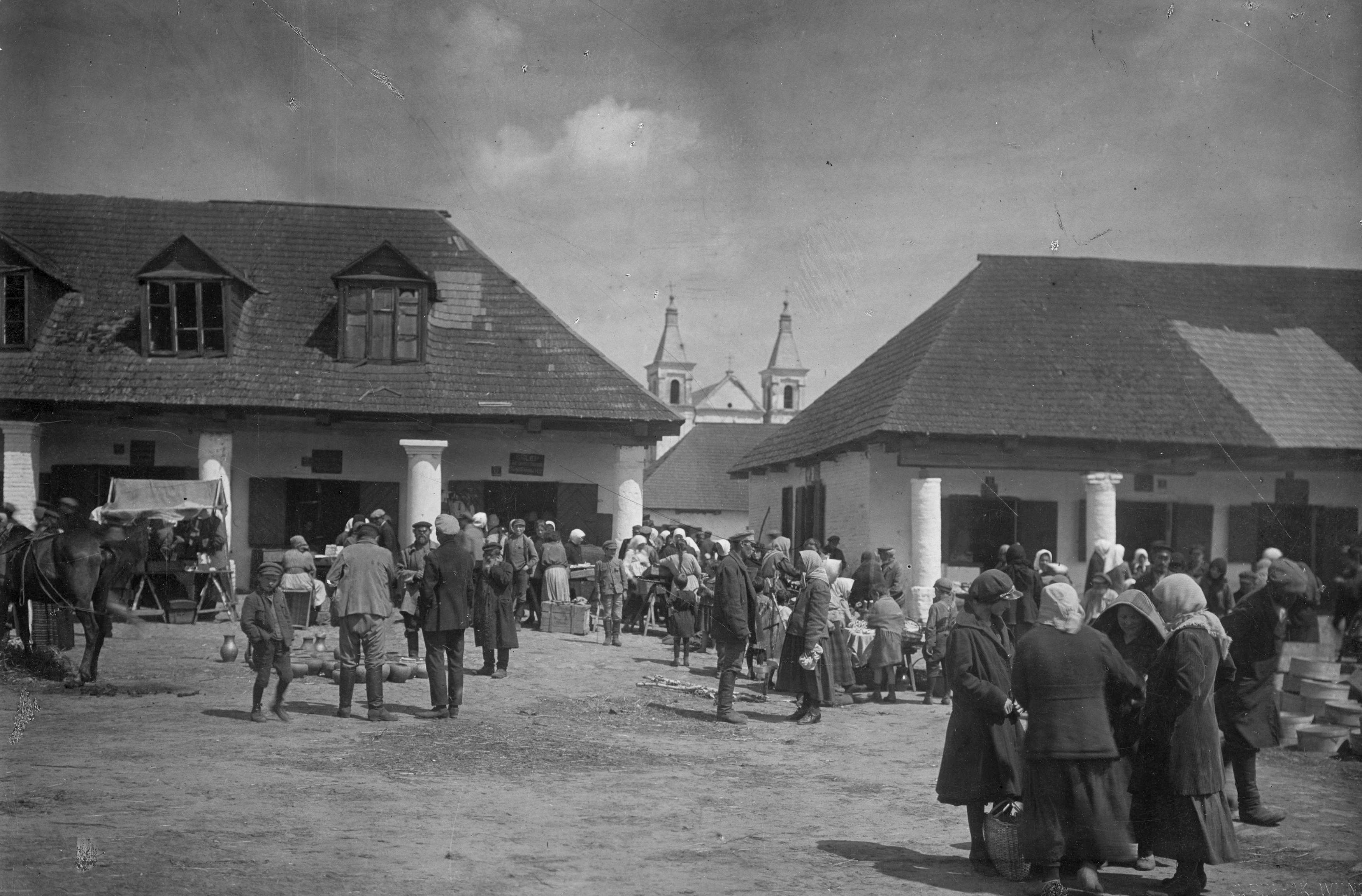
Я. Булгак, апрель 1932 г.
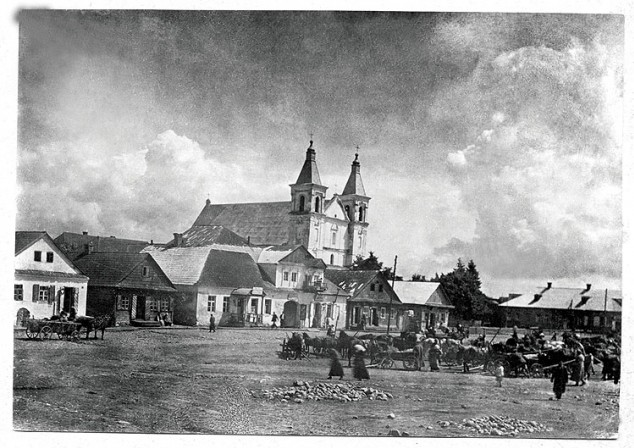
1939 г.
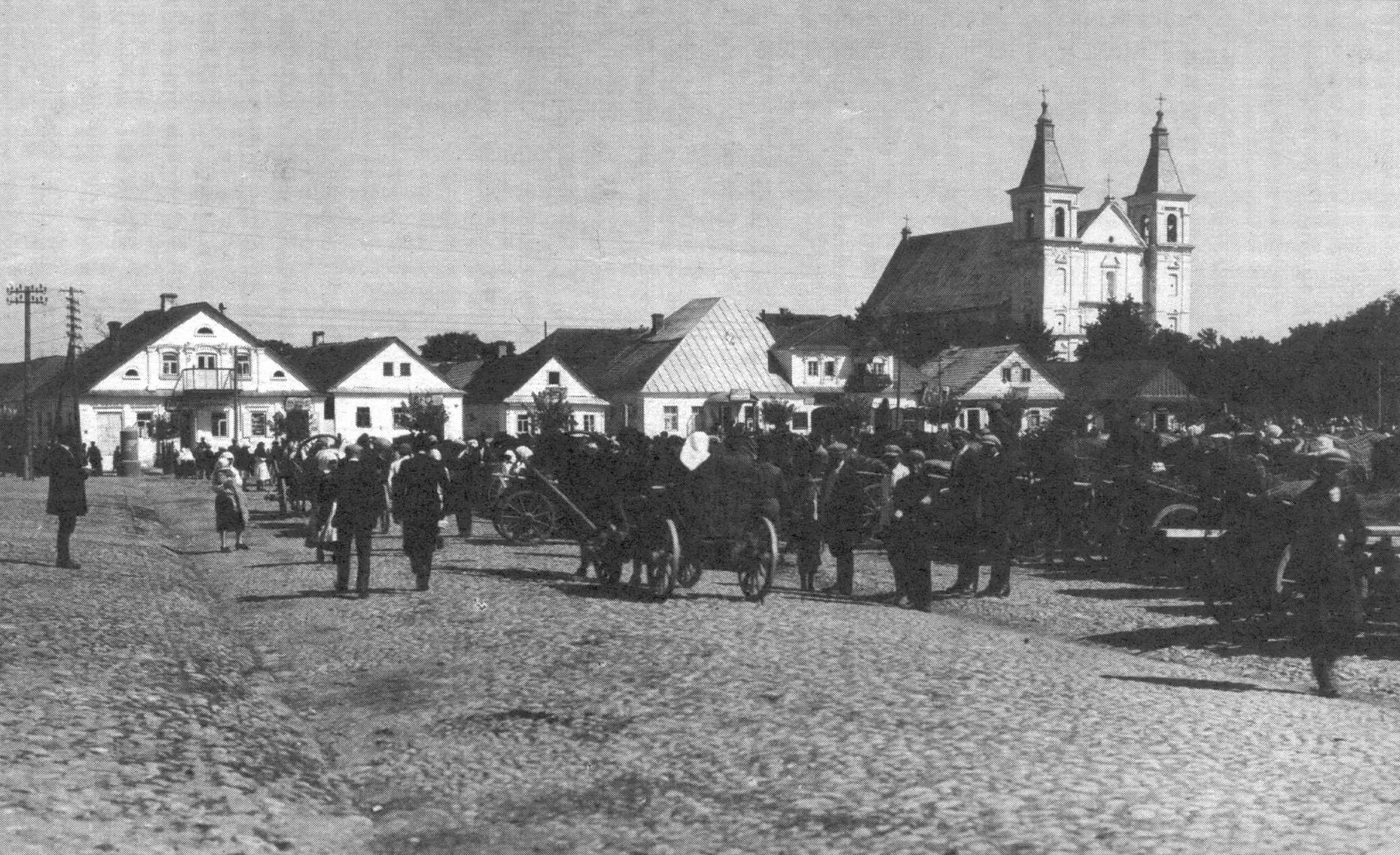
1939 г.

### Современные фотографии

Современное состояние
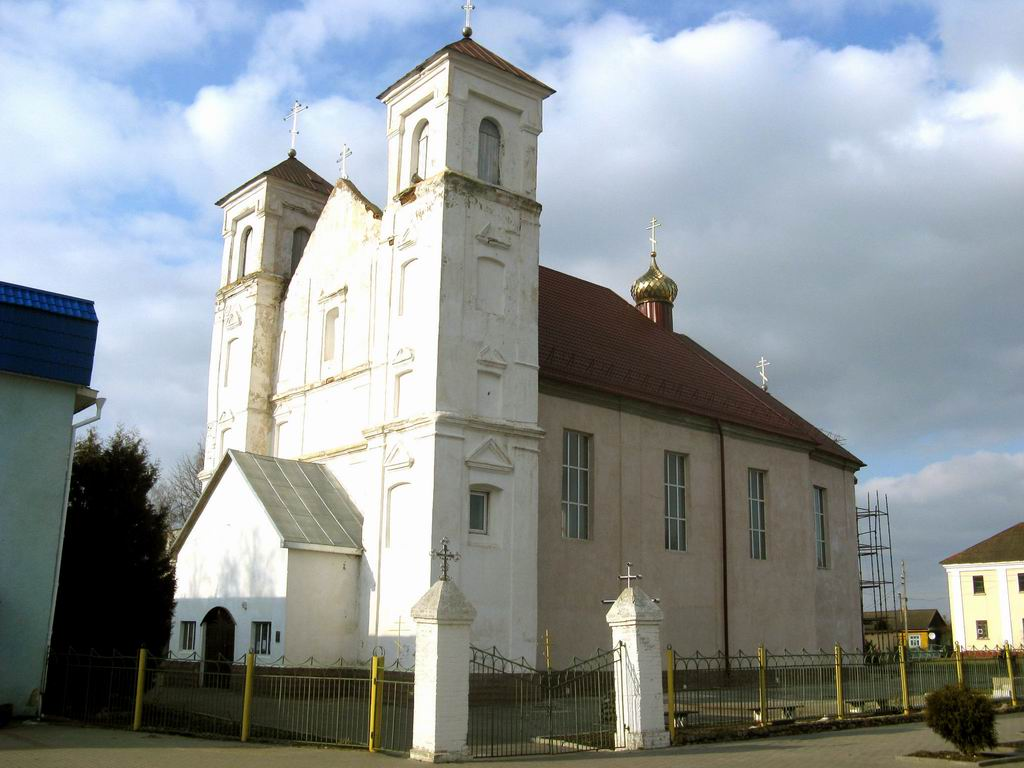
2009 г.
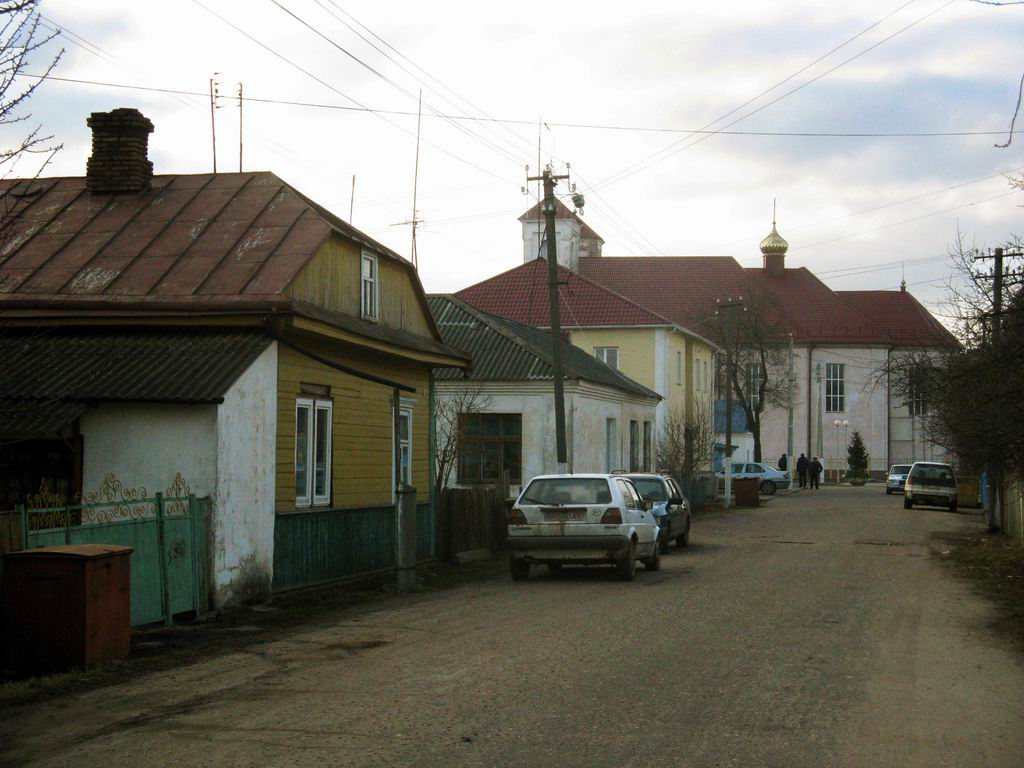
2009 г.
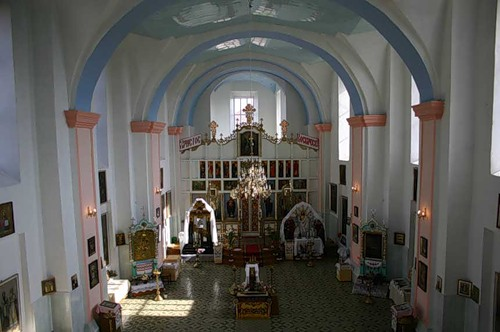
2009 г.
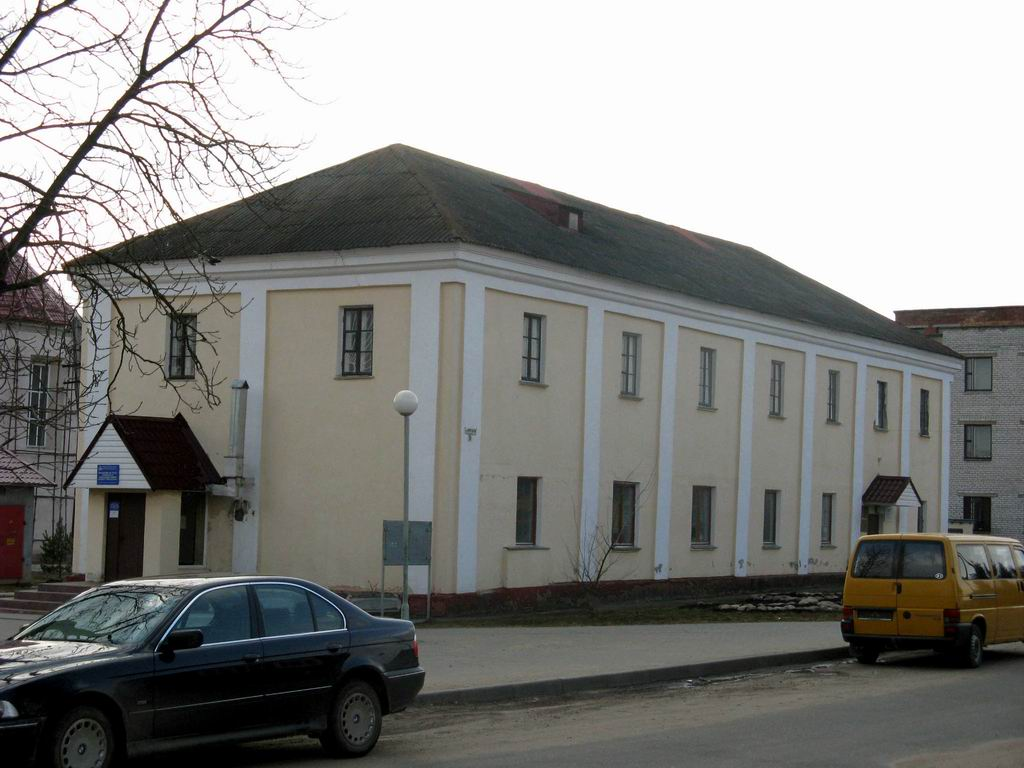
2009 г.
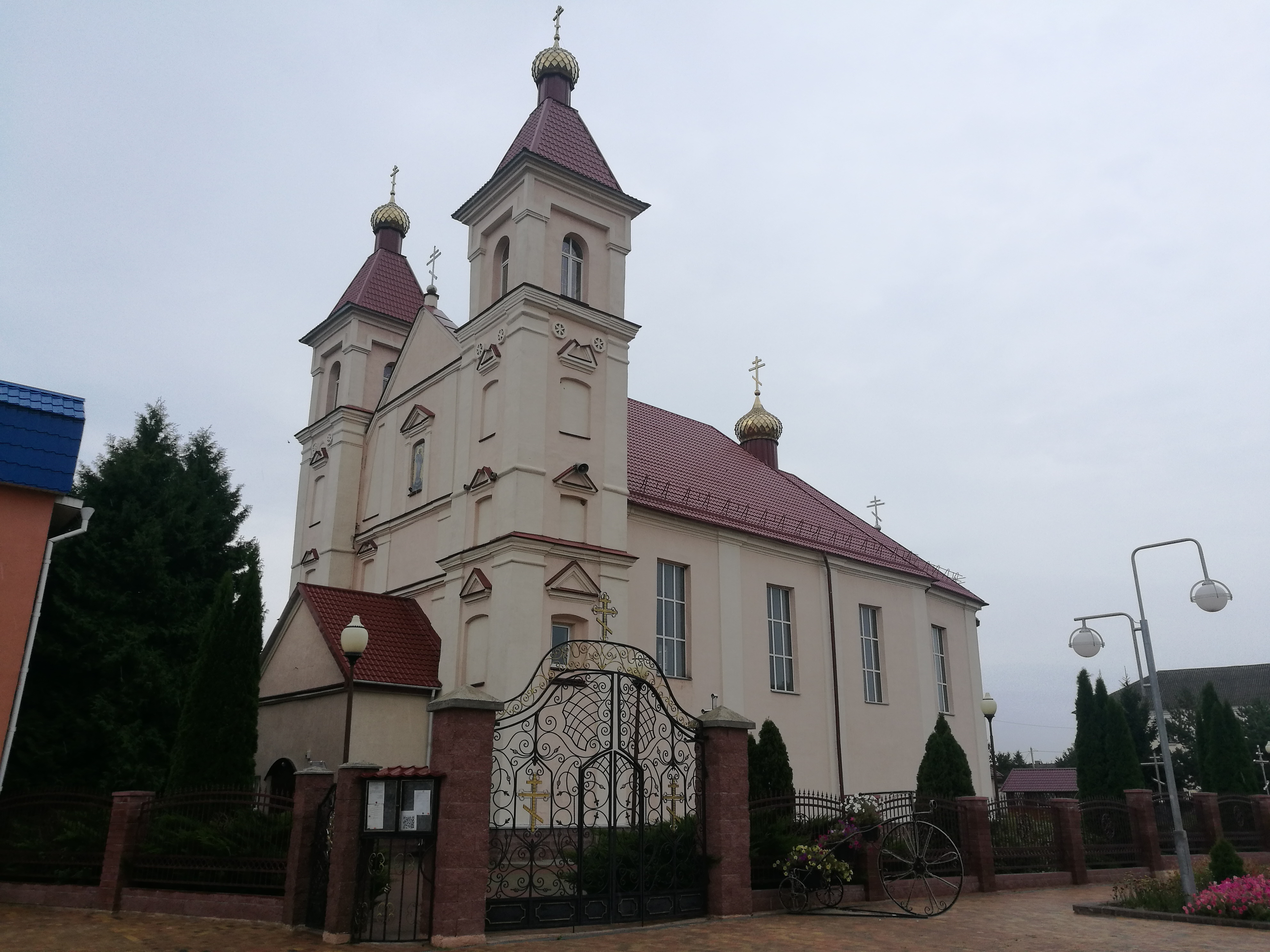
2020 г.
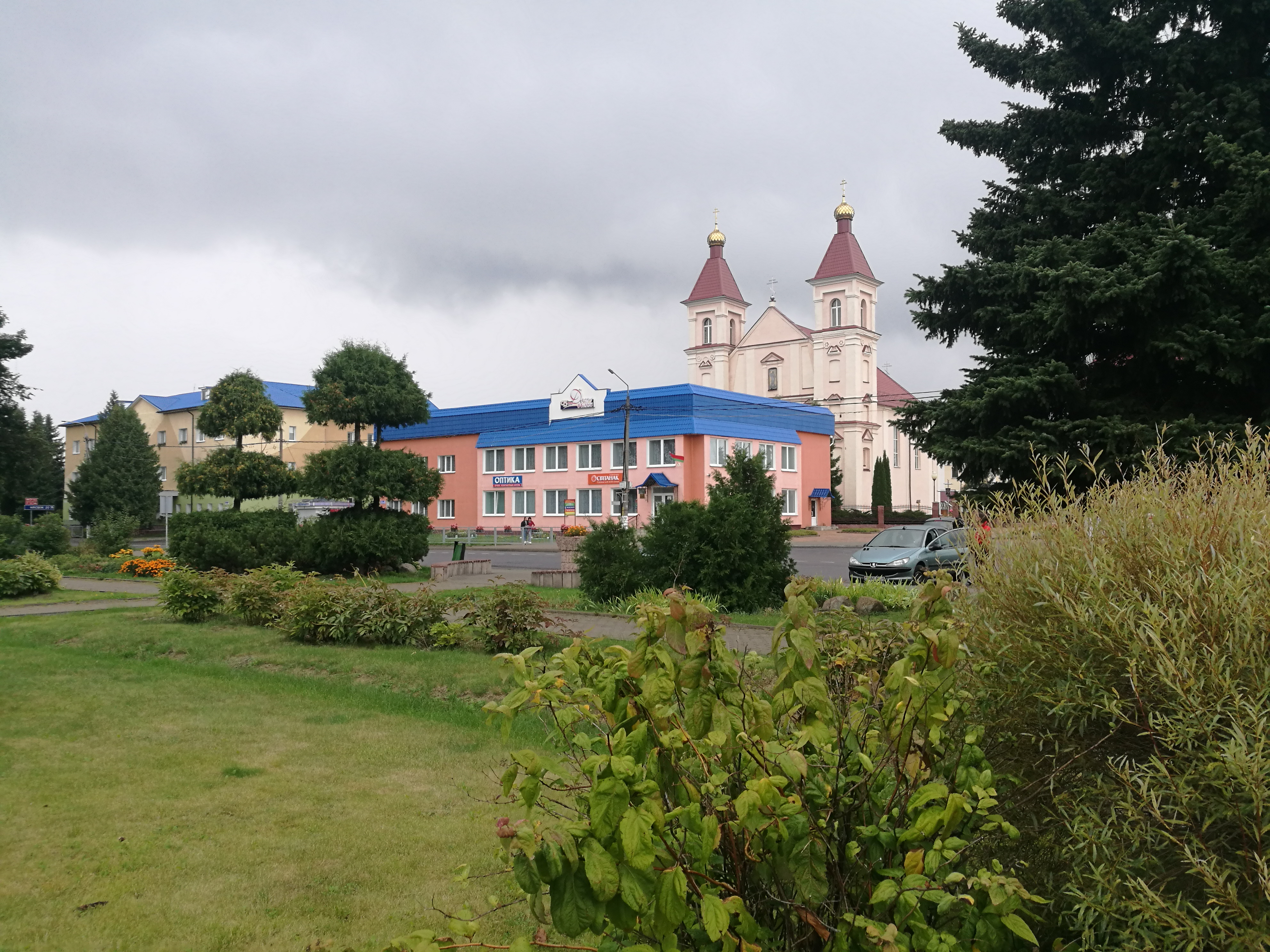
2020 г.